# Adrian Duminicel
Adrian Duminicel (* 30. September 1980 in Bukarest) ist ein ehemaliger rumänischer Bobfahrer.
Duminicel begann 1999 mit dem Bobsport und wurde im selben Jahr in den Nationalkader aufgenommen. 2002 nahm er an den Olympischen Winterspielen 2002 teil. In Salt Lake City erreichte er mit dem Piloten Florin Enache den 25. Platz. Im rumänischen Viererbob landete er auf dem 21. Platz. Bei der Bob- und Skeleton-Weltmeisterschaften 2005 in Calgary erreichte er als Anschieber im Zweier den 29. Platz und mit dem Vierer den 21. Platz, Pilot war jeweils Mihai Iliescu.
2006 nahm Duminicel an den Olympischen Winterspielen 2006 in Turin teil. Mit dem Piloten Nicolae Istrate landete er mit dem Zweierbob auf dem 24. Platz und mit dem Viererbob auf dem 22. Platz. In der Saison 2007/08 bestritt Duminicel seine letzten Weltcuprennen. Für die Olympischen Winterspiele 2010 in Vancouver wurde er als Ersatzathlet nominiert.
Adrian Duminicel ist der Sohn von Ion Duminicel, der ebenfalls Bobfahrer war und an den Olympischen Winterspielen 1980 und 1984 teilnahm.